# Howard Barlow
Pour les articles homonymes, voir Barlow.
Howard Barlow, né le 1er mai 1892 à Plain City et mort le 31 janvier 1972 à Bethel, est un chef d'orchestre américain.

## Biographie
Howard Barlow fait ses études à l'Université du Colorado ainsi qu'à l'Université Columbia. Il dirige l'American National Orchestra de New York de 1923 à 1925, ainsi que celui de la Neighborhood Playhouse School of the Theatre de 1925 à 1927. Il dirige ensuite l'Orchestre symphonique de la CBS de 1927 à 1943, avec lequel il joue beaucoup d'œuvres nouvelles.